# Faktor-XIII-Mangel

Faktor XIII stabilisiert das primäre Fibringerinnsel

Der Faktor-XIII-Mangel, d. h. ein Mangel an Fibrin-Stabilisierenden Faktor, ist eine sehr seltene Erkrankung der Hämostase. Zugrunde liegt entweder ein autosomal-rezessiv vererbter Mangel an Faktor XIII oder ein durch andere Erkrankungen sekundär verursachter, erworbener Faktor XIII-Mangel. Ein Faktor XIII-Mangel wird durch die globalen Gerinnungstests Quick und Partielle Thromboplastinzeit (aPTT) nicht erfasst. Zur Bestimmung muss die Faktor XIII-Aktivität direkt gemessen werden.

## Symptomatik
Bei homozygoten Neugeborenen treten oftmals (bei bis zu 80 Prozent der Geburten) massive Nabelschnurblutungen auf. Bei Erwachsenen sind Wundheilungsstörungen mit Keloidbildung charakteristisch, und es kommt vermehrt zu Hirnblutungen und Nachblutungen. Gelenkeinblutungen treten im Vergleich zur klassischen Hämophilie A oder B seltener auf. Auch Fehlgeburten sind gehäuft. Bei männlichen Betroffenen ist Oligospermie sowie eine Verkleinerung der Hoden beschrieben worden.
Heterozygote Personen sind asymptomatisch.
Ein erworbener, meist leichter Faktor XIII-Mangel kann beispielsweise bei disseminierter intravasaler Gerinnung (DIC), Sepsis, Leukämien, Morbus Crohn, Colitis ulcerosa, Asparaginase-Therapie auftreten.

## Differentialdiagnostik
Abzugrenzen sind angeborene Mangelzustände der anderen Gerinnungsfaktoren wie Afibrinogenämie und der Faktoren II, V, VII, X, XI, VIII, IX.

## Therapie
Zur Therapie wird prophylaktisch ein Faktor-XIII-Konzentrat gegeben. Derartige Konzentrate werden durch Plasmafraktionierung aus Blutplasma gewonnen. Seit einigen Jahren gibt es in vitro produzierte Präparate. Aufgrund der langen Plasmahalbwertszeit des Faktor XIII ist eine Substitution alle 4–6 Wochen in der Regel ausreichend.